# TOKYOPOP
TOKYOPOP（旧称：Mixx）とは、漫画の出版権を獲得して他言語に翻訳、供給している会社である。現在東京に本社があるものの、支部はTOKYOPOPの最大のオフィスであるアメリカ西海岸・カリフォルニア州の都市であるロサンゼルス、そしてイギリス、ドイツに存在している。
日本の漫画だけでなく、アメリカにて日本の漫画スタイルに似せて作られた物（OELマンガ）や、中国、韓国を始めとした東アジア、またドイツにて描かれた漫画なども出版権を獲得し翻訳して供給している。翻訳された漫画は北米ではアメリカやカナダ、ヨーロッパではドイツ、イギリス、スイス（ドイツ語圏のみ）、そしてオセアニアではオーストラリアで売られている。
漫画以外にはアニメや日本語で書かれた小説も翻訳している。そのほかにはCine-Manga（シネマンガ、別名アニマンガ）と呼ばれる、画像をアニメやテレビ番組、映画などから取り入れたものも制作している。
漫画の種類は少年漫画、少女漫画、そして青年漫画まで多岐に渡る。

## 翻訳された漫画（一部）
- ARIA
- BECK
- BOYS BE…
- GetBackers-奪還屋-
- GTO
- Paradise Kiss
- 藍より青し
- カードキャプターさくら
- ケロロ軍曹
- 天空のエスカフローネ
- ぴたテン
- スタートレックの漫画
- よつばと!　（ドイツ語版）

等、現在では、ライトノベルの翻訳も行っている。

## 漫画事業からの撤退
2011年4月15日、シニア・バイス・プレジデント( Senior Vice President)「マイク・キリー」( Mike Kiley)は ロサンゼルスに本拠を置く、アメリカ支社での漫画出版を2011年5月31日付で閉じると発表した。「プレジデント（最高経営責任者）ストゥ・レヴィは " さよならの文章 " をTOKYOPOPのウェブサイトに投稿した。」( Company president Stu Levy posted a farewell letter on the Tokyopop website. )。